# غرانت ماكيون
غرانت ماكيون (بالإنجليزية: Grant McCune)‏ هو موسيقي أمريكي، ولد في 27 مارس 1943 في لوس أنجلوس في الولايات المتحدة، وتوفي في 27 ديسمبر 2010 في هيدين هيلس في الولايات المتحدة بسبب سرطان البنكرياس.

## وصلات خارجية
- غرانت ماكيون على موقع IMDb (الإنجليزية)
- غرانت ماكيون على موقع قاعدة بيانات الفيلم (الإنجليزية)